# Saline (Calvados)
Saline ist eine ehemalige Gemeinde im französischen Département Calvados in der Normandie. Sie gehörte dort zum Kanton Troarn im Arrondissement Caen und entstand als Commune nouvelle durch ein Dekret vom 29. Juli 2016 mit Wirkung vom 1. Januar 2017, indem die bisherigen Gemeinden Sannerville und Troarn zusammengelegt wurden. Die Fusion wurde mit Wirkung zum 31. Dezember 2019 annulliert.

## Gemeindegliederung
| Ortsteil                              | INSEE-Code | Fläche (km²) | Einwohnerzahl (2022) |
| ------------------------------------- | ---------- | ------------ | -------------------- |
| Sannerville                           | 14666      | 05,14        | 1.884                |
| Troarn (Ehemaliger Verwaltungssitz)00 | 14712      | 11,53        | 3.442                |